# Kjerstin Swen Sneckers
Kjerstin Swen Sneckers, också kallad Kirsti Swen Snickares, Kirstin Swen Snickars, Kerstin Svensdotter eller Kirstin Swensdotter, död 27 januari 1672 på Sötången på Tjörn, var en svensk kvinna som avrättades för trolldom i Bohuslän under det stora oväsendet.

## Biografi
Kjerstin Swen Sneckers var dotter till Sven Snickers och Margareta Sven Snickers. Hennes mor var syster till Anna i Holta, som år 1669 blivit den första person som angetts för häxeri när det stora oväsendet utbröt i Bohuslän, och hade angetts för häxeri av Ragnill Jens Svenses och Ingri Dinnes. Hennes mor hade uppgett att hennes dotter "icke vore bättre än hon" under förhör. Kjerstin förnekade anklagelserna. Tormod Nilsson ska då ha sagt: »När I tagen modern så tagen dottern med!» 

### Rättegång
Kjerstin Swen Sneckers blev rannsakad av tredje trolldomskommissionen i Bohuslän i Marstrand i juni 1670. När hon tillfrågades om hon var villig att undergå vattenprovet, gick hon med på det på villkor att provet utfördes av hennes make istället för bödeln.
Den 27 juni klockan 10-11 utfördes häxprovet i Marstrand på Kjerstin Swen Sneckers, »satans svärmoder» Ingeborg Slaktars och Ingri Jutes.
» Och såsom mästermannen var i verket att korsbinda Ingeborg Slaktars och Kerstin Svensdotter samt Ingri Jutes sutto neder på bryggan, då reste Kerstin sig hastigt och gjorde ett otroligt språng, väl 6 kvarter i höjden, öfver tvänne båtfästen, som öfverst i höga bryggan fäste voro, vid pass 5 alnar ut i vattnet. Och ehuruväl hon hade intet band om sig, kunde hon intet komma hufvudet eller bålen under vattnet, der hon blef liggandes, till dess böfvelen kom löpandes omkring på stora bryggan och sprang i en annan båt och drog henne upp. Sedan flötte han henne tillika med de andre två, hvilka alla höllo profvet och flöto, så lösa som bundna.» 
Den 29 juni erkände Kjerstin - enligt uppgift utan tortyr - att hennes mor två år tidigare gett henne en tråd med några knutar, av vilka hon 
upplöste en, vilket fick Satan att uppenbara sig i skepnad av en svart man. Hon hade sedan försvurit sig åt honom, men ville inte säga i utbyte mot vad, och dansat ensam med Satan under en häxsabbat. Hon utpekade sedan Malin Nils Fredrikssons, Mäster Fredrik Bagges mor, Cidsel Tönnes och Margareta Tormod Nilssons som häxor som dansat på häxsabbat med henne på Koön. 
Privat tog hon tillbaka sin bekännelse inför kyrkoherden Herr Lars, men inför myndigheterna höll hon fast vid sin bekännelse. 1 juli förklarade Kerstin att hon stod fast vid sin förra bekännelse och bad att slippa tortyr, men »sitt lif ville hon väl mista». Hon förklarade också att hon skulle säga sanningen vid sin död. När hon uppmanades att säga sanningen direkt och "ej ljuga på dem, hon angivit", svarade hon att de var skyldiga och oskyldiga, och upprepade flera gånger att: »Skall jag gå till döden, skall Tormods hustru gå med»  
Då kyrkoherden Herr Lars påminde henne om att Kerstin för honom dagen förut återtagit sina anklagelser och sagt sig ha gjort dem av fruktan för tortyr, medgav hon det men upprepade att om hon skulle dö skulle de andra dö med henne »antingen de äro skyldiga eller oskyldiga» . 
Då rätten förklarade att hon förtjänade att dö svarade hon: 
»Skall jag dö för trolldom, skola de dö för trolldom och blifver jag fri skola de blifva fri".
Hon medgav under förhör att hon angett Fredrik Bagges mor Malin på grund av sin rädsla för tortyren. Hennes dom remitterades sedan till hovrätten. 

### Efterspel
Hon var en av de åtta personer som den 27 januari 1672 avrättades på Sötången på Tjörn, då Malin Ruths, Pär Madzen från Mollesund, Rangnelle från Lösbo, Kjerstin Swen Sneckers, Helga i Pilanna, Börta Cornelius, Ingrid Jutes och Börta Pärs blev halshuggna och brända.
Under avrättningen uppges hon ha utropat att hon var oskyldig, och att:
»Tormo Nilsson i Marstrand skulle innan påsken möta henne för Guds stränga dom eller helvetets port, för han först angaf henne för trolldom».